# Phialographium erubescens
Phialographium erubescens är en svampart som först beskrevs av Math.-Käärik, och fick sitt nu gällande namn av T.C. Harr. & McNew 2001. Phialographium erubescens ingår i släktet Phialographium och familjen Ophiostomataceae.   Inga underarter finns listade i Catalogue of Life.